# محمد محمد حبیب
محمد محمد حبیب (انگلیسی: Mohamed Mohamed Habib; حدود. ۱۹۱۴ – دسامبر ۲۰۰۷) بازیکن بسکتبال اهل مصر بود.